# Kapløve
Kapløven (latin: Panthera leo melanochaitus) er en uddød underart af løven.
Muligvis var kapløven identisk med den nulevende Transvaalløve (Panthera leo krugeri).